# Une rose
Une rose est une peinture du début du XXe siècle réalisée par l'artiste américain Thomas Pollock Anshutz. Réalisée à l'huile sur toile, l'œuvre représente une jeune femme, Rebecca H. Whelen, assise sur une chaise et vêtue d'une robe rose.

## Description
La peinture, en accord avec les thèmes artistiques du début du XXe siècle, compare une femme et sa tenue vestimentaire à une fleur de rose, mais évoque également le sentiment que la jeune femme est intellectuellement et émotionnellement alerte. Rebecca H. Whelen était la fille d'un administrateur de la Pennsylvania Academy of the Fine Arts, où Anshutz était professeur de longue date.
Le travail d'Anshutz a été comparé à celui de son contemporain Thomas Eakins (en particulier le portrait d'Eakins en 1900, Le Penseur) et à Diego Vélasquez.
Une rose fait partie de la collection du Metropolitan Museum of Art de New York.